# Восокі (містечко, Вісконсин)
Восокі (англ. Wausaukee) — місто (англ. town) в США, в окрузі Марінетт штату Вісконсин. Населення — 1097 осіб (2020).

## Демографія
Згідно з переписом 2010 року, у місті мешкало 1066 осіб у 454 домогосподарствах у складі 330 родин. Було 1224 помешкання
Расовий склад населення:
| - 97,1 % — білих - 1,3 % — азіатів - 0,5 % — корінних американців - 0,1 % — чорних або афроамериканців |

До двох чи більше рас належало 1,0 %. Частка іспаномовних становила 0,7 % від усіх жителів.
За віковим діапазоном населення розподілялося таким чином: 20,0 % — особи молодші 18 років, 57,5 % — особи у віці 18—64 років, 22,5 % — особи у віці 65 років та старші. Медіана віку мешканця становила 50,1 року. На 100 осіб жіночої статі у місті припадало 108,2 чоловіків;  на 100 жінок у віці від 18 років та старших — 108,0 чоловіків також старших 18 років.
Середній дохід на одне домашнє господарство  становив 59 649 доларів США (медіана — 50 238), а середній дохід на одну сім'ю — 66 777 доларів (медіана — 57 400). Медіана доходів становила 50 938 доларів для чоловіків та 33 750 доларів для жінок. За межею бідності перебувало 10,7 % осіб, у тому числі 15,9 % дітей у віці до 18 років та 5,1 % осіб у віці 65 років та старших.
Цивільне працевлаштоване населення становило 473 особи. Основні галузі зайнятості: виробництво — 26,2 %, освіта, охорона здоров'я та соціальна допомога — 12,7 %, роздрібна торгівля — 12,1 %.